# إدوارد مورو
إدوارد روسكو مورو (بالإنجليزية: Edward R. Murrow)‏ (الاسم عند الميلاد إيجبرت روسكو مورو؛ من 25 من أبريل 1908م حتى 27 من أبريل 1965م)، هو صحفي في الإذاعة الأمريكية. وبدأ نجمه يلوح في الأفق مع إذاعة أخبار الراديو أثناء الحرب العالمية الثانية والذي تابعه ملايين من المستمعين في الولايات المتحدة وكندا.
واعتبره زملاؤه في الصحافة أمثال إريك سيفاريد، وإد بليس، وألكساندر كيندريك واحدًا من أعظم رموز الصحافة لأمانته ونزاهته في تناول الأخبار.
وكان إدوارد رائدًا في إذاعة أخبار التليفزيون وأنتج سلسلة من تقارير الأخبار التليفزيونية والتي ساعدت على إدانة السيناتور جوزيف مكارثي.

## الوصلات الخارجية
- إدوارد مورو على موقع IMDb (الإنجليزية)
- إدوارد مورو على موقع الموسوعة البريطانية (الإنجليزية)
- إدوارد مورو على موقع ألو سيني (الفرنسية)
- إدوارد مورو على موقع ميوزك برينز (الإنجليزية)
- إدوارد مورو على موقع أول موفي (الإنجليزية)
- إدوارد مورو على موقع قاعدة بيانات الأفلام السويدية (السويدية)
- إدوارد مورو على موقع إن إن دي بي (الإنجليزية)
- إدوارد مورو على موقع ديسكوغز (الإنجليزية)
- إدوارد مورو على موقع قاعدة بيانات الفيلم (الإنجليزية)
- إدوارد مورو على موقع كينوبويسك (الروسية)

### معارض وآثار
- The Life and Work of Edward R. Murrow: an archives exhibit, Digital Collections and Archives, Tufts University

### سير ذاتية ومقالات
- Edward R. Murrow bibliography via UC Berkeley library
- New York Times obituary, April 28, 1965
- Museum of Broadcast Communications, biography
- Edward R. Murrow and the Time of His Time by Joseph Wershba, CBS News writer, editor and correspondent, beginning in 1944; producer of 60 Minutes مراسلون عسكريون(1968–1988)
- State Library of North Carolina, biography
- "Murrow, Edward R." in Current Biography, 1942.
- "Murrow, Edward R." in American National Biography مراسلون عسكريون(New York: مطبعة جامعة أكسفورد, 1999), Vol. 16.
- Edward R. Murrow and the Birth of Broadcast Journalism, by Bob Edwards مراسلون عسكريون(ISBN 0-471-47753-2)
- Kendrick, Alexander "Prime Time: The Life of Edward R. Murrow" (New York).
- Sperber, A.M. "Murrow: His Life and Times" (New York:Freundlich Books 1986) reprinted by Fordham University Press
- Murrow, Edward R. and Ed Bliss, "In Search of Light: The News Broadcasts of Edward R. Murrow" (New York: Alfred A. Knopf)
- Olson, Lynne, "Citizens of London" (New York: Random House) 2010

### برامج
- Original This I Believe transcript, 1951.
- Murrow radio broadcasts on Earthstation 1, Selected World War II broadcasts from London and Germany